# Cantone di Meyssac
Il Cantone di Meyssac era una divisione amministrativa dell'arrondissement di Brive-la-Gaillarde.
A seguito della riforma approvata con decreto del 24 febbraio 2014, che ha avuto attuazione dopo le elezioni dipartimentali del 2015, è stato soppresso.

## Composizione
Comprendeva i comuni di:
- Branceilles
- Chauffour-sur-Vell
- Collonges-la-Rouge
- Curemonte
- Lagleygeolle
- Ligneyrac
- Lostanges
- Marcillac-la-Croze
- Meyssac
- Noailhac
- Saillac
- Saint-Bazile-de-Meyssac
- Saint-Julien-Maumont
- Turenne